# Drogi
Drogi – miesięcznik Głównej Kwatery Harcerek ZHP wydawany w Warszawie w latach 1946–1948.